# Atlético Los Ángeles
Atlético Los Ángeles – klub futsalowy z Gwinei Równikowej mający siedzibę w mieście Malabo, obecnie występuje w najwyższej klasie Gwinei Równikowej. W 2018 występował w World Intercontinental Futsal Cup.

## Sukcesy
- Mistrzostwo Gwinei Równikowej (4): 2014/15, 2015/16, 2016/17, 2017/18[2]